# Habronattus waughi
Habronattus waughi är en spindelart som först beskrevs av James Henry Emerton 1926.  Habronattus waughi ingår i släktet Habronattus och familjen hoppspindlar. Inga underarter finns listade i Catalogue of Life.